# Osina Mała (Łódź)
Pour les articles homonymes, voir Osina Mała.
Osina Mała (prononciation [ɔˈɕina ˈmawa]) est un village de la gmina de Kiełczygłów, du powiat de Pajęczno, dans la voïvodie de Łódź, situé dans le centre de la Pologne.

## Administration
De 1975 à 1998, le village était attaché administrativement à l'ancienne voïvodie de Sieradz.

Depuis 1999, il fait partie de la nouvelle voïvodie de Łódź.